# Садаєв Заур Умарович
Заур Садаєв (рос. Заур Умарович Садаев, нар. 6 листопада 1989, Шалі) — російський футболіст, нападник. Виступав, зокрема, за «Ахмат», а також юнацьку збірну Росії.

## Клубна кар'єра
Народився 6 листопада 1989 року в місті Шалі. Вихованець футбольної школи клубу «Терек», в якому й розпочав професіональну кар'єру. У тому сезоні Садаєв взяв участь в трьох матчах Першого дивізіону ПФЛ. У всіх трьох матчах Садаєв вийшов на заміну в другому таймі, і в усіх трьох матчах «Терек» поступився. Наступного року Заур зіграв уже в 7 матчах, в яких відзначився 2 голами, і став, разом з командою, срібним призером першості. 6 липня 2008 року дебютував у Прем'єр-лізі, вийшовши на заміну у другому таймі матчу 12-го туру проти московського «Спартака». Всього в тому сезоні провів 3 матчі за основу та 20 поєдинків за молодіжний склад клубу, в яких відзначився 5 голами.
У матчі 6-го туру чемпіонату Росії 2011/12 проти клубу «Ростов» Садаєв зіткнувся з воротарем суперника, Деяном Радичем, в результаті чого останній отримав розрив нирки, яка пізніше була видалена. Заур зазначив, що «дуже вражений тим, що трапилося з Деяном Радичем» і що він обов'язково принесе свої вибачення голкіперу особисто, що він й зробив у тому числі й в особистій телефонній розмові з Деяном. Керівництво «Терека» також виділило 50 тисяч доларів на відновлення й реабілітацію Радича. На думку захисника «Ростова», Аніса Буссаїді, Садаєв свідомо пішов на зіткнення з Радичем: «Я був поруч і бачив, що Садаєв спеціально пішов на зіткнення», у той же час Деян зазначив, що «це був ігровий момент, адже він не навмисно врізався. Просто не встиг загальмувати і на швидкості влетів в мене»  
.
2 травня, після тривалої «гольовий посухи» забив м'яч з пенальті нижньогородській «Волзі» (3:1). 6 травня 2012 року, в матчі 43-го туру, оформив «дубль» у ворота пермського «Амкара» (3:1). Загалом у футбольці грозненського клубу провів сім сезонів, взяв участь у 85 матчах чемпіонату. 
У 2013 році, разом з Джабраїлом Кадиєвим, перейшов в оренду до єрусалимського «Бейтару», незважаючи на протести вболівальників проти підписання мусульманських гравців. 3 березня Садаєв відзначився дебютним голом за «Бейтар» під час поєдинку національного чемпіонату проти «Маккабі» (Нетанья), що спонукало сотні вболівальників команди покинути стадіон. З 2014 року виступав в оренді за гданську «Лехію» та познанський «Лех».
31 січня 2019 року відправився в оренду до завершення сезону 2018/19 років у клуб турецької суперліги «Анкарагюджю», з яким 16 липня 2019 року  підписав з клубом повноцінний 1-річний контракт. Всього відіграв за команду з Анкари 12 матчів в національному чемпіонаті.
Завершив ігрову кар'єру у клубі «Алустон-ЮБК» з чемпіонату окупованого Криму.

## Виступи за збірну
2011 року дебютував у складі юнацької збірної Росії (U-20), загалом на юнацькому рівні взяв участь у 7 матчах, відзначившись 4 голами.

## Статистика виступів

### Клубна
Станом на 19 жовтня 2019
| Клуб                         | Сезон             | Ліга                  | Ліга  | Ліга | Кубок | Кубок | Загалом | Загалом |
| Клуб                         | Сезон             | Ліга                  | Матчі | Голи | Матчі | Голи  | Матчі   | Голи    |
| ---------------------------- | ----------------- | --------------------- | ----- | ---- | ----- | ----- | ------- | ------- |
| «Терек»/«Ахмат» (Грозний)    | 2006              | Перший дивізіон Росії | 3     | 0    | 0     | 0     | 3       | 0       |
| «Терек»/«Ахмат» (Грозний)    | 2007              | Перший дивізіон Росії | 7     | 2    | 0     | 0     | 7       | 2       |
| «Терек»/«Ахмат» (Грозний)    | 2008              | Прем'єр-ліга Росії    | 3     | 0    | 0     | 0     | 3       | 0       |
| «Терек»/«Ахмат» (Грозний)    | 2009              | Прем'єр-ліга Росії    | 17    | 2    | 0     | 0     | 17      | 2       |
| «Терек»/«Ахмат» (Грозний)    | 2010              | Прем'єр-ліга Росії    | 16    | 1    | 0     | 0     | 16      | 1       |
| «Терек»/«Ахмат» (Грозний)    | 2011–12           | Прем'єр-ліга Росії    | 28    | 3    | 3     | 1     | 31      | 4       |
| «Терек»/«Ахмат» (Грозний)    | 2012–13           | Прем'єр-ліга Росії    | 7     | 0    | 0     | 0     | 7       | 0       |
| «Терек»/«Ахмат» (Грозний)    | 2013–14           | Прем'єр-ліга Росії    | 7     | 0    | 1     | 0     | 8       | 0       |
| «Терек»/«Ахмат» (Грозний)    | 2015–16           | Прем'єр-ліга Росії    | 15    | 5    | 1     | 0     | 16      | 5       |
| «Терек»/«Ахмат» (Грозний)    | 2016–17           | Прем'єр-ліга Росії    | 7     | 2    | 1     | 0     | 8       | 2       |
| «Терек»/«Ахмат» (Грозний)    | 2017–18           | Прем'єр-ліга Росії    | 16    | 3    | 1     | 0     | 17      | 3       |
| «Терек»/«Ахмат» (Грозний)    | 2018–19           | Прем'єр-ліга Росії    | 4     | 0    | 1     | 1     | 5       | 1       |
| «Терек»/«Ахмат» (Грозний)    | Загалом           | Загалом               | 130   | 18   | 8     | 2     | 138     | 20      |
| «Бейтар» (Єрусалим) (оренда) | 2012–13           | Прем'єр-ліга Ізраїля  | 7     | 1    | 0     | 0     | 7       | 1       |
| «Лехія» (Гданськ) (оренда)   | 2013–14           | Екстракляса           | 12    | 3    | 2     | 0     | 14      | 3       |
| «Лехія» (Гданськ) (оренда)   | 2014–15           | Екстракляса           | 4     | 0    | 0     | 0     | 4       | 0       |
| «Лехія» (Гданськ) (оренда)   | Загалом           | Загалом               | 16    | 3    | 2     | 0     | 18      | 3       |
| «Лех» (Познань) (оренда)     | 2014–15           | Екстракляса           | 25    | 5    | 5     | 4     | 30      | 9       |
| «Анкарагюджю» (оренда)       | 2018–19           | Суперліга Туреччини   | 7     | 0    | 0     | 0     | 7       | 0       |
| «Анкарагюджю»                | 2019–20           | Суперліга Туреччини   | 4     | 0    | 0     | 0     | 4       | 0       |
| Усього за кар'єру            | Усього за кар'єру | Усього за кар'єру     | 189   | 27   | 15    | 6     | 204     | 33      |

## Досягнення

### Клубні
«Лех» (Познань)
- Екстракляса
  -  Чемпіон (1): 2014/15